# 503 Евелін
503 Евелін (503 Evelyn) — астероїд головного поясу, відкритий 19 січня 1903 року Раймондом Смітом Дуґаном у Гейдельберзі.